# Mohamed Kherrazi
Mohamed Kherrazi, né le 26 janvier 1996, à Errachidia, au Maroc, est un joueur marocain naturalisé néerlandais de basket-ball. Il peut évoluer au poste d'ailier ou d'ailier fort.

## Palmarès

### En club
| - Pays-Bas - Champion des Pays-Bas en 2013 - Vainqueur : Coupe des Pays-Bas en 2012 et 2019 - Vainqueur : Supercoupe des Pays-Bas en 2011 et 2012 |

### Distinctions individuelles
| - Vainqueur du prix DBL : Défenseur de la saison en 2015, 2016 et 2019 - Vainqueur du prix DBL All Defense Team en 2015, 2016, 2017, 2018 et 2019 - Vainqueur du prix DBL Rookie of the Year en 2010 - Vainqueur du prix All Star Gala en 2015 et 2016 |